# Marcus Wyatt
Marcus Wyatt (né en 1971 à Port Elizabeth, Afrique du Sud), est un trompettiste, compositeur, et producteur sud-africain de jazz.

## Biographie
Marcus Wyatt a été initié dès son plus jeune âge à la musique folk et au blues, car son père tenait un club local de musique folk. Il a commencé l'étude de la trompette à l'âge de onze ans, au sein de l'orchestre de son école, où il a appris à lire et à jouer la musique. Il a par la suite étudié la musique classique, et s'est produit au sein de différents orchestres de la région.
Durant son service militaire, il a rejoint l'orchestre de la marine de l'armée sud-africaine. C'est pendant cette période qu'il a découvert et appris à aimer le jazz. Il a ensuite poursuivi ses études musicales au sein du College of Music de l'université du Cap, où il a été diplômé en majorant en composition et arrangements. En 2001, Marcus Wyatt a vécu un an à Amsterdam, où il put jouer avec Clarence Beckton, Eric Calmes, Fra Fra Sound, Monica Akihary, Paul Stocker and Bug Band, Sean Bergin, Tzetzepi Band et d'autres.

## Discographie
Albums solo
- Gathering (2000).
- Africans in Space (2002).

En tant que musicien principal, projets de groupe, production
- Language 12, Language 12 (2006).
- Voice, Quintet Legacy Vol 2 - Songs for our Grandchildren (2003).
- Voice, Quintet Legacy Vol 1(2001).
- Heavy Spirits, Momentum (2001).

Soliste ou accompagnateur
- Paul Hanmer, Accused no.1/Nelson Mandela (2006).
- Carlo Mombelli, Not So Strange (2006).
- Miriam Makeba, Makeba Forever (2006).
- Moreira Chonguica, The Moreira Project/The Journey (2006).
- Schalk Joubert, Kayamandi (2006).
- Melissa van der Spuy, The Menu of Love (2006).
- Melanie Scholtz, Zillion Miles (2006).
- Jimmy Dludlu, Corners of My Soul (2005).
- Alou April, Colourful World (2005).
- Judith Sephuma, New Beginnings (2005).
- Paul Hanmer, Water + Lights (2004).
- MXO, Peace of Mind (2004).
- Kunle, Sincerely Yours (2004).
- Tlale Makhene, The Ascension of the Enlightened (2004).
- Ernie Smith, Lovely things (2003).
- Zim Ngqawana, Vadzimu (2003).
- Andrew Lilley, Rejoicing (2003).
- Rus Nerwich, As Above So Below (2003).
- Musik Ye Afrika, United we Stand (2003).
- Tumi and The Volume, Live at the Bassline (2003).
- Paul Hanmer, Naivasha (2002).
- Hotep Idris Galeta, Malay Tone Poem (2002).
- Prince Kupi, Loxion (2002).
- Alou April, Bringing Joy (2002).
- McCoy Mrubata, Face The Music (2002).
- Carlo Mombelli, When Serious Babies Dance (2002).
- Gito Baloi, Herbs & Roots (2001).
- Ernie Smith, Child of the Light (2001).
- Steve Dyer, Down South in Africa (2000).
- Musa Manzini, New Reflections (2000).
- Paul Hanmer, Playola (2000).
- Sibongile Khumalo, Immortal Secrets (2000).
- Jimmy Dludlu, Essence of Rhythm (1999).
- Nine, Entropy (1998).
- Dave Ledbetter, Scorpio Rising (1997).
- Vusi Mahlasela, Silang Mabele (1997).
- Jimmy Dludlu, Echoes From The Past (1997).
- Blues Broers, Been Around (1996).
- The Truly Fully Hey Shoo Wow Band, The Truly Fully Hey Shoo Wow Band (1996).
- Winston Mankunku Ingozi, Siyamameza (1995).